# Hermanos al Rescate
Hermanos al Rescate (in italiano: Fratelli in Soccorso, in inglese: Brothers to the Rescue) è un'organizzazione non-profit di esiliati cubani con base a Miami, diretta da José Basulto. Noto per la sua opposizione al Presidente cubano Fidel Castro, il gruppo si formò nel 1991 e si descrive come una organizzazione umanitaria diretta ad assistere e salvare i rifugiati delle imbarcazioni di fortuna (gomme di camion, automobili imbottite di polistirolo, ecc.) che fuggono da Cuba, e a  "sostenere gli sforzi del popolo cubano per liberarsi dalla dittatura attraverso l'uso della nonviolenza attiva".
Il gruppo ha ripetutamente violato lo spazio aereo cubano, sganciato volantini, ed è stato accusato dal governo cubano di essere coinvolto in atti terroristici. Nel 1996, due aerei da turismo degli Hermanos al Rescate vennero abbattuti dalla Fuerza Aérea Cubana, portando alla condanna di Cuba da parte degli Stati Uniti e dell'Unione europea.

## Missioni di salvataggio nel mare dei Caraibi
Nei primi anni, il gruppo era attivo nel salvataggio degli espatriati cubani che fuggivano su gommoni e zattere, mettendo sul loro conto migliaia di vite di cubani che nella più cupa disperazione abbandonavano il paese. Eventualmente, l'obiettivo principale del gruppo cambiò dopo la politica immigratoria degli USA nota come Wet Feet/Dry Feet Policy, che stabiliva che i naufraghi sarebbero stati rispediti a terra a meno che autonomamente posassero i loro piedi sul territorio statunitense. Il fondatore del gruppo sostiene che dopo l'agosto 1995 si cominciò a notare la scomparsa di zattere e gommoni delle acque del canale della Florida. Fortemente dipendente dalle donazioni per le sue attività di salvataggio, le risorse del gruppo rapidamente crollarono a 320.455$ nel 1995, quando erano state 1,5 milioni nell'anno precedente. Come conseguenza, il gruppo decise di cambiare la sua attività principale che diventò il lancio di volantini ed oggetti simili su Cuba.

## Nel 1996 l'episodio dell'abbattimento
Il 24 febbraio del 1996, i Mig cubani distrussero due piccoli aeroplani da turismo dei "Fratelli al Salvataggio", uccidendo i piloti Carlos Costa, Armando Alejandre Jr., Mario de la Peña e Pablo Morales. Un terzo aeroplano, pilotato da Basulto, riuscì a scappare. Gli aeroplani impiegati erano Cessna 337 usati, che erano appartenuti in precedenza all'USAF (aeronautica militare americana). Le lettere USAF erano ancora visibili negli aerei che erano stati soltanto parzialmente ridipinti dai "Brothers to the Rescue".
L'incidente venne investigato in dettaglio dall'Organizzazione Internazionale dell'Aviazione Civile (ICAO). Il rapporto concluse che le autorità di Cuba avevano notificato le autorità negli Stati Uniti sulle molteplici violazioni del loro spazio aereo sin dal maggio 1994. In almeno un caso (13 luglio 1995), il pilota liberò dei volantini su L'Avana. Le autorità statunitensi rilasciarono dichiarazioni pubbliche avvisando delle potenziali conseguenze di ingressi non autorizzati nello spazio aereo cubano, e iniziarono azioni legali contro il summenzionato pilota. Dopo che Basulto venne avvisato da un funzionario della FAA, circa la possibilità di essere abbattuto, egli replicò, "Deve capire, io ho una missione da compiere nella mia vita", ignorando il potenziale pericolo. Egli disse in seguito che considerava le attività del gruppo come atti di disobbedienza civile contro il regime, e una dimostrazione che tale disobbedienza era possibile.
Secondo le autorità cubane, due velivoli leggeri entrarono nello spazio aereo cubano il 9 e il 13 gennaio 1996, e liberarono volantini sul territorio cubano. Secondo il pilota di uno degli aerei, mezzo milione di volantini vennero lanciati il 13 gennaio; egli sostiene inoltre che vennero lanciati al di fuori del limite territoriale cubano (22 km) e che il vento li spinse verso L'Avana. A seguito di tale incidente, il rapporto dell'ICAO dichiarò che, il comandante della difesa antiaerea dell'Aeronautica Militare cubana venne istruito di intercettare qualsiasi volo ulteriore e autorizzato ad abbatterlo.
Il 24 febbraio 1996, tre degli aerei del gruppo entrarono nuovamente in territorio cubano, e due di questi vennero abbattuti, anche se è dibattuto il fatto se fossero o meno nello spazio aereo cubano. Trovando i dati radar statunitensi e cubani in reciproca contraddizione, l'ICAO usò le posizioni note della nave da crociera statunitense Majesty of the Seas e del peschereccio Tri-Liner per individuare il punto dell'incidente tra i 18 e i 20 km al di fuori del limite. Vale a dire da 4 a 6 km dal punto in cui lo collocavano i radar statunitensi e a 30/32 km dalla posizione in cui il governo cubano sostiene che gli aerei precipitarono. Cinque anni dopo, la testimonianza di un colonnello statunitense in pensione appoggiò la versione di Cuba per cui entrambi gli aerei, assieme al terzo pilotato da José Basulto, erano a soli 6/8 km dalla costa cubana.
Il rapporto dell'ICAO dichiara inoltre che mezzi diversi dall'intercettazione, come le comunicazioni radio, erano a disposizione di Cuba ma non vennero utilizzati, e questo è in conflitto con i principi dell'ICAO per cui l'intercettazione di un aereo civile deve essere intrapresa solo come ultima risorsa. L'aviazione cubana non fece nemmeno alcun tentativo di dirigere gli aerei fuori dai confini dello spazio aereo nazionale, allontanandoli da una zona, vietata, ristretta o pericolosa o istruendoli per compiere un atterraggio.
A seguito dell'incidente, venne approvata la risoluzione 1067 (1996) del Consiglio di Sicurezza dell'ONU, sponsorizzata dagli USA e condannante Cuba. Negli USA l'incidente spinse a sua volta all'adozione dell'Helms-Burton Act.
Nel 2006 la Rogues Harbor Studios ha pubblicato il film "Shoot Down", che descrive e discute gli eventi e i personaggi che circondano l'incidente.